# 1990年代
| 千纪： | 2千纪                                                                                            |
| 世纪： | 19世纪 \| 20世纪 \| 21世纪                                                                       |
| 年代： | 1960年代 \| 1970年代 \| 1980年代 \| 1990年代 \| 2000年代 \| 2010年代 \| 2020年代                 |
| 年份： | 1990年 \| 1991年 \| 1992年 \| 1993年 \| 1994年 \| 1995年 \| 1996年 \| 1997年 \| 1998年 \| 1999年 |

## 大事記

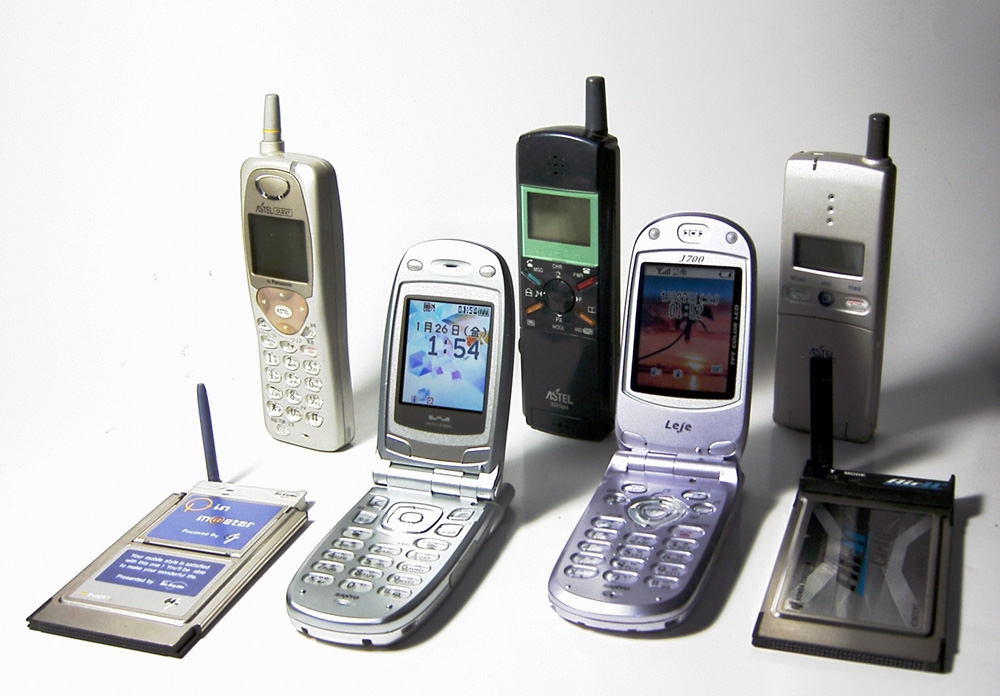
手機量產普及

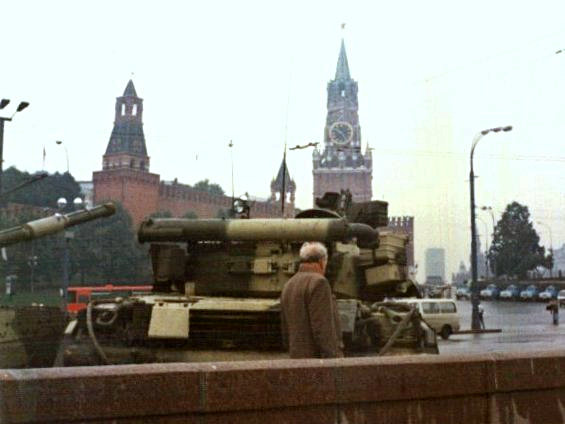
蘇聯解體

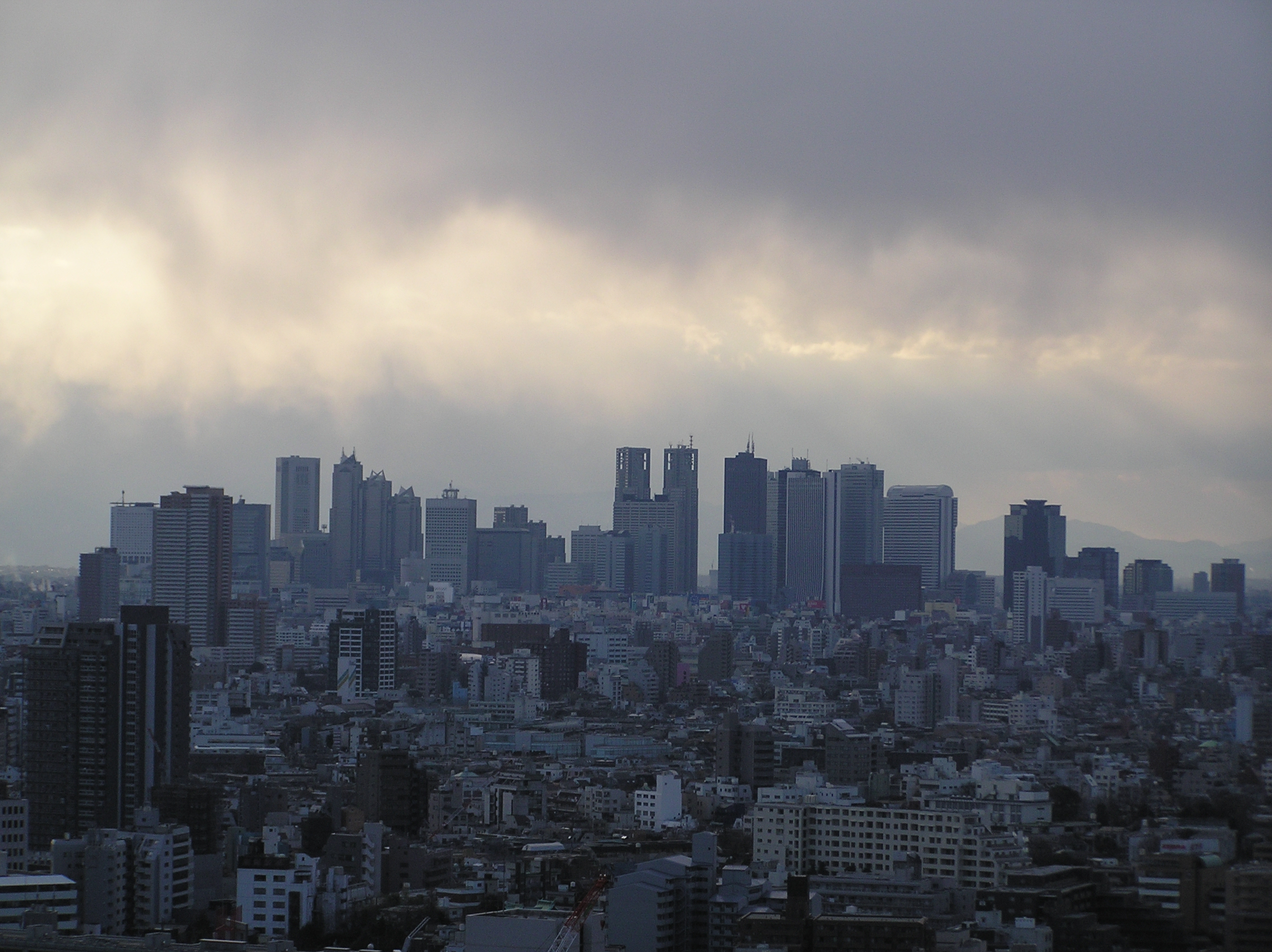
泡沫時代日本的地價高漲，最終日本經濟破滅

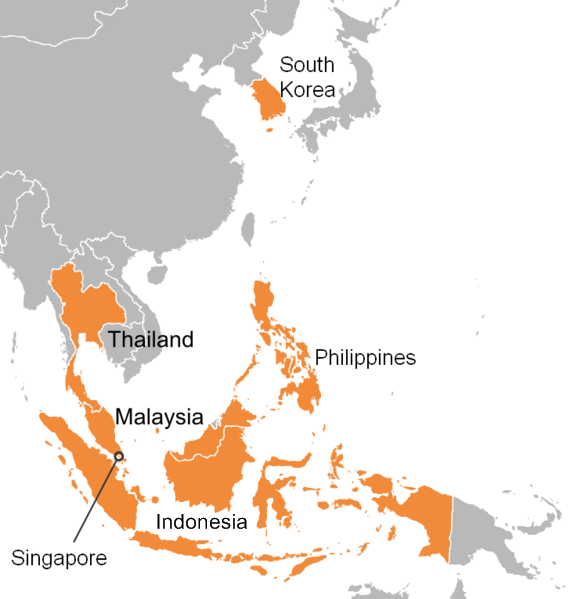
亞洲金融風暴

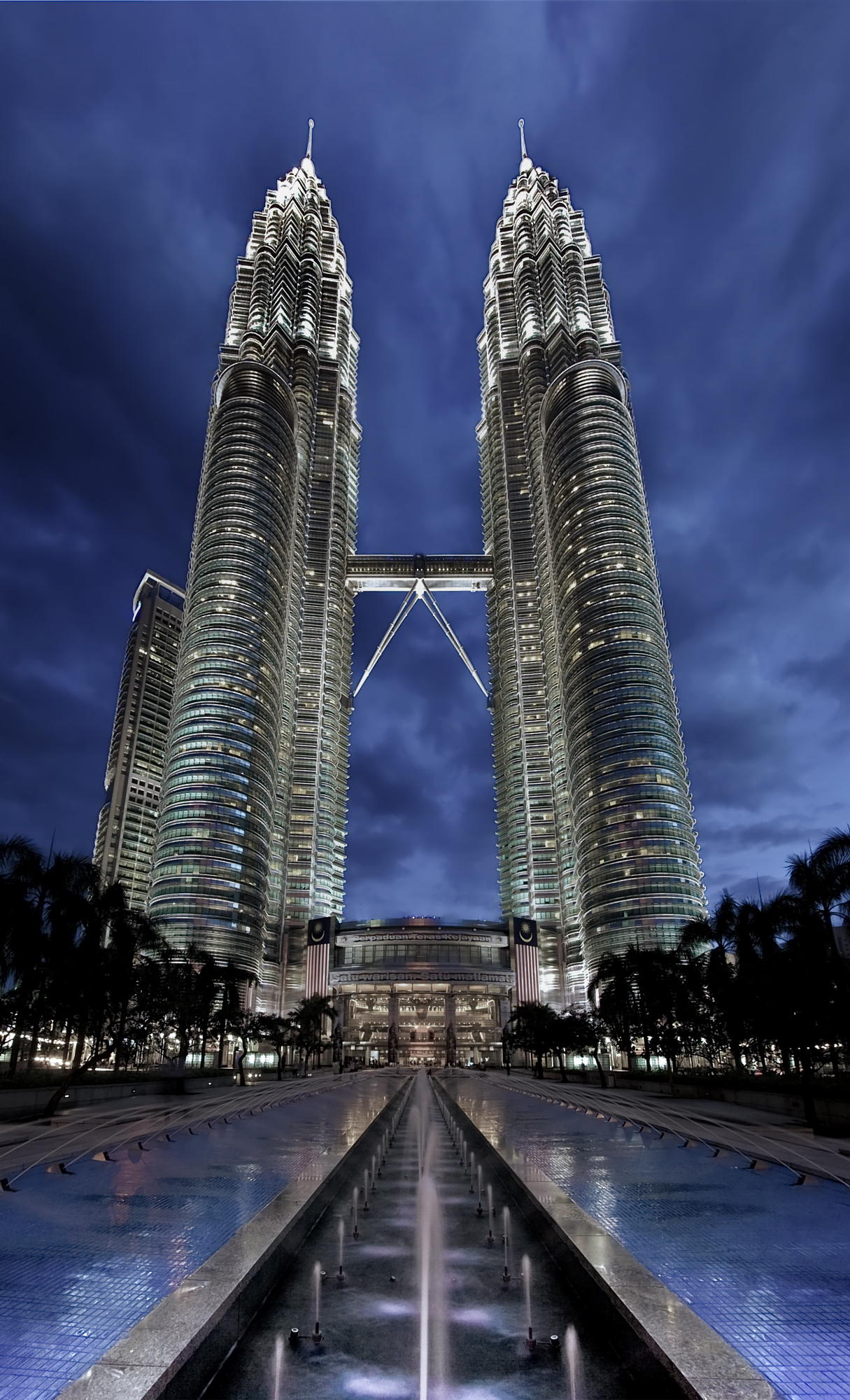
1998年新建的双峰塔（位于马来西亚首都吉隆坡），是20世纪最高的摩天大楼

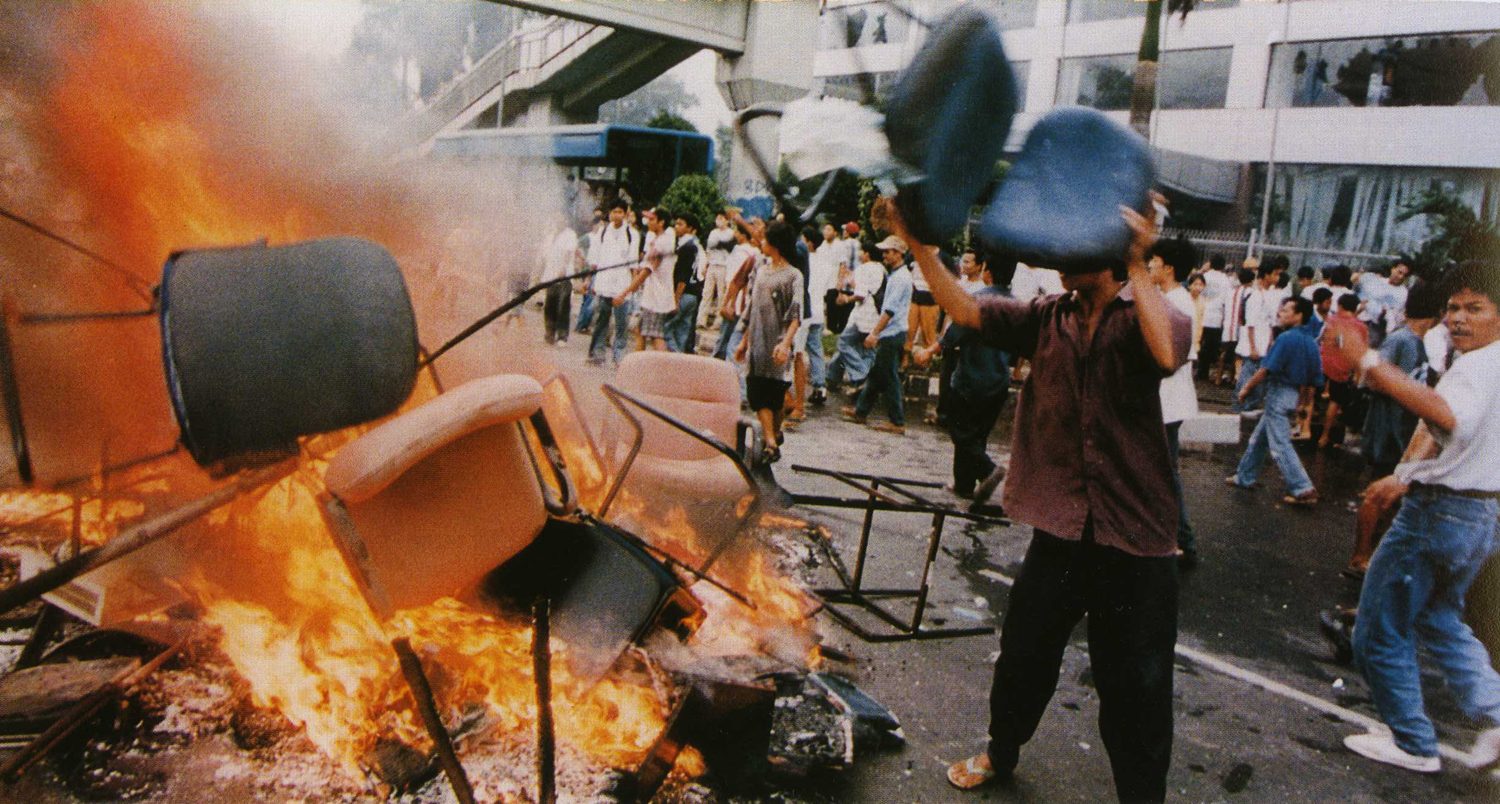
印尼排華暴動

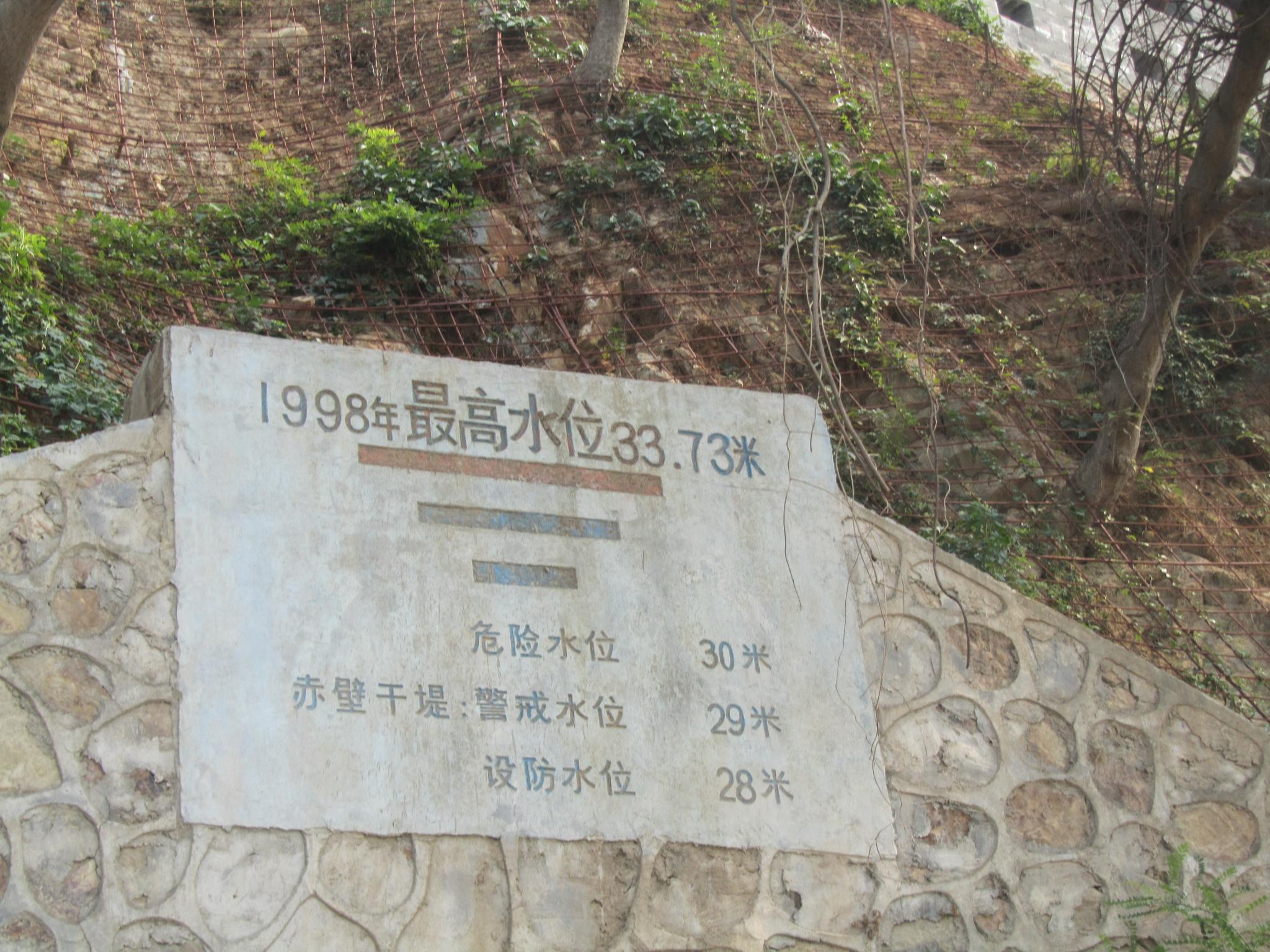
长江堤岸的一块指示牌，记载了此处1998年中国洪水的最高水位

### 科學和技術
- 網際網路開始普及化。
- 1991年——麗音廣播開始應用。
- 1996年——世界首隻複製羊多利誕生。
- 1997年——諾基亞擊敗了摩托罗拉登上全球手機龍頭寶座。
- 1999年——蓝牙技術問世。

### 戰爭與政治
- 1990年3月11日——智利独裁者奥古斯托·皮诺切特离任总统，帕特里西奥·埃尔文，接替皮诺切特出任总统。
- 1990年8月2日——波斯灣戰爭爆發。
- 1990年10月3日——兩德統一。
- 1990年10月17日——北加里曼丹民族解放军总司令洪楚廷率最后50名解放军下山并与砂拉越政府签署《和平协议》。至此结束了长达28年的武装斗争。
- 北加里曼丹共产党（1971年9月19日-1990年10月17日）解散。
- 1991年7月1日——華沙條約組織解散。
- 1991年12月25日——蘇聯解體，冷戰結束。
- 1991年——南斯拉夫社會主義聯邦共和國的解體引發一系列的戰爭。
- 1993年1月1日——捷克斯洛伐克分裂為捷克、斯洛伐克兩個獨立國家。
- 1994年4月6日——東非發生卢旺达大屠杀事件，估計約100萬盧安達人遭到殺害。
- 1994年12月11日——第一次車臣戰爭爆發。
- 1995年7月21日——第三次台灣海峽危機爆发。
- 1996年3月23日——台湾首次总统直接民选。
- 1997年7月1日——英國將香港主權移交予中華人民共和國。
- 1998年5月21日——印尼独裁总统苏哈托在民众抗议下辞职。
- 1999年3月24日——科索沃戰爭。
- 1999年12月20日——葡萄牙將澳門主權移交予中華人民共和國。
- 1999年12月31日——美國將巴拿馬運河區主權交還巴拿馬。

### 經濟
- 1992年——日本泡沫經濟破裂
- 1992年——歐洲聯盟成立。
- 1994年——北美自由貿易協議生效。
- 1995年——世界貿易組織成立。
- 1997年－1998年——亞洲金融風暴。马来西亚首相马哈迪·莫哈末对货币进行管制。
- 1999年——1999年1月1日歐元正式啟動。

### 文化及娛樂
- 1990年——黑人饒舌嘻哈音樂崛起，成為當代樂壇主流。
- 1990年——義大利世界盃足球賽
- 1992年——法國阿爾貝維爾冬奧
- 1992年——西班牙巴塞隆納奧運
- 1994年——挪威利樂漢瑪冬奧
- 1994年——美國世界盃足球賽
- 1996年——美國亞特蘭大奧運
- 1997年——哈利·波特第一本小說出版，J·K·罗琳成為最暢銷的作家。
- 1998年——鐵達尼號榮獲11項奧斯卡金像獎，平影史紀錄。
- 1998年——日本長野冬奧
- 1998年——法國世界盃足球賽

### 天災人禍
- 1990年——中华人民共和国广州白云机场劫机相撞事件。
- 1991年——中华人民共和国山西三交河矿难。
- 1991年——中华人民共和国华东水灾。
- 1991年——菲律賓皮納圖博火山爆發。
- 1992年——中国通用航空2755号班机空难。
- 1992年——中国南方航空3943号班机空难。
- 1993年——美國世界貿易中心爆炸案。
- 1994年——盧安達大屠殺。
- 1994年——華航名古屋空難。
- 1994年——中国西北航空2303号班机空难。
- 1994年——中华人民共和国克拉玛依大火。
- 1995年——日本阪神大地震。
- 1995年——美國奧克拉荷馬州聯邦大樓爆炸案。
- 1995年——南韓三豐百貨大樓倒塌事故。
- 1996年——中华人民共和国丽江地震。
- 1996年——超强台风贺伯，登陆台湾和中华人民共和国。
- 1996年——沙烏地阿拉伯航空班機與哈薩克航空班機在新德里空中相撞。
- 1997年——東南亞霾害。
- 1998年——印尼黑色五月暴动，导致独裁总统苏哈托下台。
- 1998年——中华人民共和国长江大水。
- 1998年——美國駐肯亞、坦尚尼亞大使館爆炸案。
- 1998年——中美洲風災。
- 1999年——土耳其大地震。
- 1999年——台灣921大地震。
- 1999年——中华人民共和国烟台11·24特大海难。

## 逝世
- 1990年——葛丽泰·嘉宝，瑞典女演員，奥斯卡终身成就奖得主。
- 1990年——东姑阿都拉曼，马来西亚第一任首相、国父
- 1991年——鄧碧雲，香港著名演員
- 1992年——李先念，時任全國政協主席，曾經擔任中國國家主席，中國共產黨、中華人民共和國主要領導人之一。
- 1992年——苏迪曼，马来西亚歌星
- 1993年——奧黛麗·赫本，奧斯卡影后，聯合國兒童基金會親善大使，病逝瑞士家中。
- 1993年——黃家駒，香港Beyond樂隊主音歌手，於日本節目錄影時不慎從台上摔落死亡。
- 1993年——余綺霞，香港無線女演員。
- 1993年——王玉玲，台灣華視女演員。
- 1993年——陳百強，香港著名歌手，病逝香港。
- 1994年——理查·尼克森，第37任美國總統，病逝。
- 1994年——科特·柯本，涅槃樂隊主唱，自殺身亡。
- 1995年——鄧麗君，台灣著名歌手，病逝泰國清邁。
- 1995年——陳雲，中國共產黨、中華人民共和國的主要領導人之一，曾任中共中央顧問委員會主任、中紀委第一書記、國務院副總理等職務。
- 1995年——亞歷克·道格拉斯-休姆，英國前首相，病逝。
- 1995年——哈羅德·威爾遜，英國前首相，病逝。
- 1996年——法蘭索瓦·密特朗，第21任法國總統。
- 1997年——詹姆斯·史都華，奧斯卡影帝，奧斯卡終身成就獎得主。
- 1997年——鄧小平，中國共產黨第二代領導集體核心，曾任中共中央軍委主席、中共中央顧問委員會主任、全國政協主席、國務院副總理等職務。
- 1997年——張雨生，台灣著名流行歌手、音樂製作人，車禍意外身亡。
- 1997年——白曉燕，台灣知名歌手白冰冰之獨女，在被綁架後遇害。
- 1997年——戴安娜王妃，英國王妃，查理斯王子前妻，於巴黎和男友不幸車禍身亡。
- 1997年——德蕾莎修女，諾貝爾和平獎得主，天主教會封聖。
- 1998年——杨尚昆，中华人民共和国前主席，中共中央军委前副主席。
- 1998年——黑澤明，日本知名導演。
- 1999年——陳進興，台灣死刑犯，白曉燕命案主嫌，於台北監獄刑場槍決。

## 其他
- 1990年代臺灣
- 1990年代香港